# Mięsień C3
Mięsień C3, mięsień 121, mięsień 3+4 – mięsień występujący w prosomie skorpionów.
Jeden z zewnętrznych mięśni szczękoczułkowych. Mięsień ten bierze swój początek na tylno-środkowej części karapaksu, a kończy się na tylnej "końcówce" (terminus) protomerytu.